# Сабеї

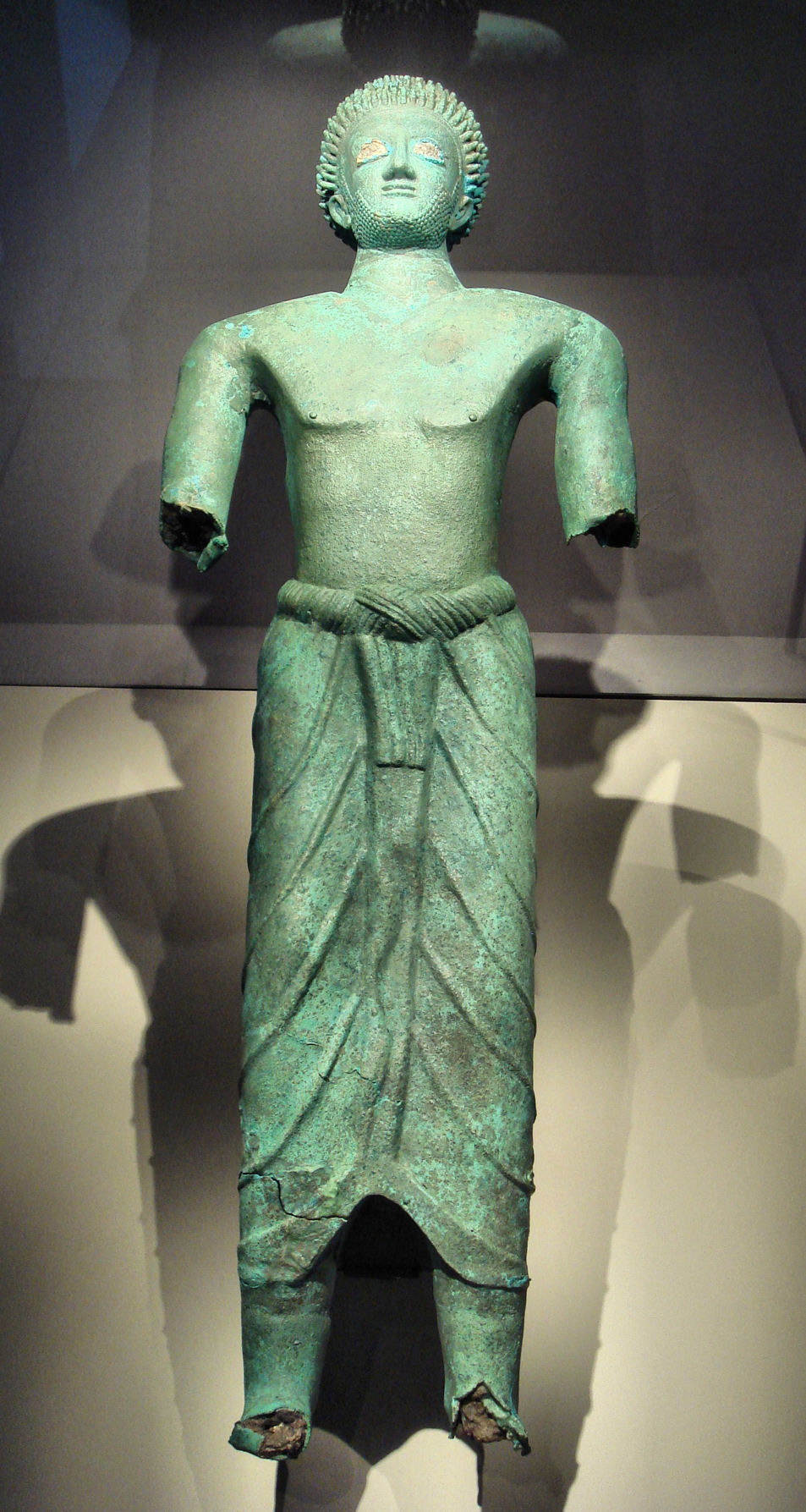
Бронзовий чоловік Сабейської культури.

Сабе́ї (сабе́йці, дав.-гр. Σαβαῖοι) — назва одного з головних народів (ша'бів) в Південній (Щасливій) Аравії, який в давнину панував в Ємені і створив Сабейське царство.
Грецькі і римські письменники однаково вказують на високу культуру країни і на її багатство, про яку передавалися нечувані розповіді. Сабеї вели велику торгівлю золотом, коштовними каменями тощо з Сирією, Єгиптом, Індією і Ефіопією; про багатство сабеїв свідчать також розповіді в Корані, Біблії про царицю Савську, сучасницю царя Соломона. Вже в 715 році до н. е. сабеї були в числі народів, які платили данину ассирійцям; але ця залежність була нетривала. Суперниками сабе в Південній Аравії були маїнці (мінеї), які представляли собою важливу торговельну силу; вони вели з сабеями постійну боротьбу і згодом були ними витіснені. Головним містом сабе був Маріб (Маріаба). У 25 р. до н. е. е. в країну сабеїв здійснив похід римський намісник Єгипту Елій Галл, але безуспішно. Про фортеці міста свідчать залишки стін, про високу культуру країни — споруда міцної греблі для великих цистерн вгорі міста, сліди якої збереглися дотепер. З плином часу місто і країна прийшли в занепад внаслідок зміни торговельних шляхів. В III столітті пануванню сабеїв було покладено край Хим'яритами, які вже захоплювали Сабу в I—II століттях н. е.
Деякі джерела вказують на присутність сабеїв на півночі Аравії в часи Ассирійської імперії. У ряді інших північноаравійських племен сабеї згадуються на стелі Тиглатпаласара III. Ці північні сабеї за рядом ознак можуть бути асоційовані з савеянами, згаданими в книзі Іова, Савою з книги пророка Єзекіїля, а також з онуком Авраама Шевою (згадуване поруч ім'я брата Шеви, Дедана, пов'язане з оазою Ель-Ула на північ від Медини). На думку історика Дж. А. Монтгомері, в X столітті до н. е. сабеї жили в Північній Аравії, хоча і контролювали торговельні шляхи з півдня.
Сабеї історично (і в більшості) були язичниками.
Історія Сабейського царства підрозділяється на три основних періоди:
1. Період мукаррібов Саба '(приблизно перша половина I тис. до н. е.).
2. Період царів Саба '(приблизно друга половина I тис. до н. е.).
3. Період царів Саба 'і зу-Райдана (I ст. до н. е. — III ст. н. е.)[1].

Розквіт царства припадає на період між 900 і 450 рр. до н. е. У початковий період своєї історії Саба 'служила перевалочним пунктом у торгівлі: сюди надходили товари з Хадрамауту, і звідси відправлялися каравани в Месопотамію, Сирію і Єгипет. Поряд з транзитною торгівлею Саба отримувала доходи від продажу пахощів місцевого виробництва.
Сабейська цивілізація — одна з найдавніших на Близькому Сході — склалася наприкінці 2-го тис. до н. е. на території Південної Аравії, в родючому, багатому водою і сонцем регіоні, який знаходиться на кордоні з пустелею Рамлат ас-Сабатейн, мабуть, у зв'язку з переселенням сабеїв з північно-західної Аравії, пов'язаним із становленням трансаравійського Шляху пахощів. А. Г. Лундіним висловлювалися припущення (поки недостатньо підтверджені фактами), що спочатку з середини 2-го тисячоліття до н. е. в союз Саба входило три аравійських племені, але приблизно в XIII або XII столітті до н. е. до нього приєдналися ще три, які об'єднуються перш в союз Файшан.
Найбільш ранні згадки Сабейського царства відносяться до IX століття до н. е., а початок його розквіту припадає на VIII ст. до н. е. Поблизу столиці Саби, Маріба, була споруджена величезна гребля, завдяки чому виявилася зрошеною величезна, перш безплідна і мертва територія — країна перетворилася на багату оазу.